# Hymenoscyphus flavofuscescens
Hymenoscyphus flavofuscescens är en svampart som först beskrevs av Giacopo Bresàdola, och fick sitt nu gällande namn av Dennis 1964. Hymenoscyphus flavofuscescens ingår i släktet Hymenoscyphus och familjen Helotiaceae.   Inga underarter finns listade i Catalogue of Life.